# Marek Kopelent
Marek Kopelent, né à Prague (Tchécoslovaquie) le 28 avril 1932 et mort le 12 mars 2023 dans la même ville, est un compositeur tchèque renommé, qui est considéré comme une figure de premier plan du mouvement New Music.

## Biographie
Marek Kopelent est né à Prague. De 1951 à 1955 il a étudié la composition avec le compositeur tchèque Jaroslav Řídký à l'Académie tchèque des arts musicaux à Prague.
En 1959, il a découvert la Seconde école de Vienne et le mouvement d'avant-garde européen, et il a intégré ces deux styles dans sa propre manière d'écrire. La première pièce qui a attiré l'attention du monde musical hors de la Tchécoslovaquie a été son 3e quatuor à cordes (1963), en grande partie grâce à l'interprétation du Novák Quartet qui l'a joué en concert à travers l'Europe.
Dans les années 1960, Marek Kopelent est devenu bien connu des cercles de musique contemporaine européens, car ses compositions étaient jouées dans des festivals tels que Automne de Varsovie (en), le Festival de Donaueschingen, Witten music festival et le festival de Darmstadt. À cette époque, Kopelent a aussi été membre de plusieurs jurys dans des concours de composition.
De 1965 à 1973, Marek Kopelent a été directeur artistique de l'ensemble de musique contemporaine "Musica Viva Pragensis", qui été dirigé par son collègue Zbyněk Vostřák, et pour lequel il a écrit plusieurs pièces de musique de chambre. Dans la vie musicale de Prague des années 1960, à la fois l'ensemble et le groupe de compositeurs associés a pris de l'importance, et est devenu le Prague Group of New Music, qui rassemblait des compositeurs, des musicologues et des interprètes.
En 1969, Marek Kopelent a accepté une bourse d'études du Goethe-Institut, qui comprenait un stage artistique d'un an 
(Berliner Künstlerprogram) à Berlin Ouest. À la fin de ce stage, il est retourné en Tchécoslovaquie. Avec le début de la politique de « normalisation » qui a suivi le Printemps de Prague, Kopelent perd son travail d'éditeur de partitions de musique pour la maison Supraphon, et sa musique est bannie par le gouvernement tchèque pendant vingt ans. Il rencontre des difficultés pour trouver un autre travail, et est rejeté par la nouvelle Union des Compositeurs. Son ensemble Musica viva Pragensis n'est pas autorisé par les autorités à poursuivre son activité de concert.
En 1976, Marek Kopelent accepte un travail d'accompagnateur au piano pour des écoles de danse pour enfants, et cela devient sa principale occupation pendant les 15 années suivantes. Durant les années 1970, il a composé de nombreuses pièces, certaines d'entre elles à la suite de commandes de l'étranger, mais comme il ne pouvait pas quitter la Tchécoslovaquie, il lui était impossible d'entendre leurs exécutions.
Après la Révolution de velours en 1989, Marek Kopelent est devenu un conseiller pour la musique auprès du président Václav Havel, et en 1991 il a été nommé professeur de composition à la  faculté de musique de l'Académie des beaux-arts de Prague, un poste qu'il occupe encore à ce jour. Il a été président de la section tchèque de la Société internationale pour la musique contemporaine et il est toujours président de l'association l'Atelier des 90 compositeurs.
Il est l'organisateur et un conférencier régulier aux cours d'été internationaux des compositeurs, qui se tiennent à Český Krumlov. Parmi ses élèves, on trouve la compositrice tchèque Lenka Kiliç, auteur d'un Stabat Mater au concours national des jeunes compositeurs, la compositrice tchèque Markéta Dvořáková, premier prix au concours national de 1993 des jeunes compositeurs, la compositrice ukrainienne Svitlana Azarova et le compositeur letton Ēriks Ešenvalds.

## Décoration
- Chevalier de l'ordre des Arts et des Lettres (1991)

## Distinctions
- Czech Classic Award (1999)
- Prix Herder (2001)
- Czech State Award, pour sa grande contribution à la musique tchèque (2003)

## Œuvres
- Quatuor à cordes nº 3, 1963
- Music For Five, 1964
- Quatuor à cordes no 4, 1967
- Quintette pour cuivres, 1972
- Ballade pour piano, 1976
- Morning Eulogy, 1978
- Toccata pour alto et piano, 1978
- Concertino pour cor anglais & ensemble de chambre, 1984
- Mon Amour, 1988
- Karrak, 1991
- Requiem de la Réconciliation (Judex Ergo), 1995[9]